# Província Socialista Autónoma da Voivodina
A Província Autônoma Socialista da Voivodina (em servo-croata: Socijalistička Autonomna Pokrajina Vojvodina / Социјалистичка Аутономна Покрајина Војводина; em húngaro: Vajdaság Szocialista Autonóm Tartomány) foi uma das duas províncias autônomas da República Socialista da Sérvia, na antiga República Socialista Federativa da Iugoslávia. A província é a antecessora direta da atual Província Autônoma da Voivodina.
A província foi criada formalmente em 1945, após a Segunda Guerra Mundial na Iugoslávia, como Província Autônoma da Voivodina (em servo-croata: Socijalistička Autonomna Pokrajina Vojvodina / Социјалистичка Аутономна Покрајина Војводина; em húngaro: Vajdaság Autonóm Tartomány). Em 1968, foi-lhe concedido um nível mais elevado de autonomia política, e o adjetivo Socialista foi acrescentado ao seu nome oficial. Em 1990, após a reforma constitucional influenciada pelo que é conhecido como Revolução Antiburocrática, sua autonomia foi reduzida ao nível pré-1968, e o termo Socialista foi retirado de seu nome. Abrangeu as regiões de Srem, Banat e Bačka, com capital em Novi Sad. 
Ao longo de sua existência, os sérvios na Voivodina constituíram o maior grupo étnico da província, com uma forte afirmação paralela de elementos multiétnicos e multiculturais centrais para a identidade da província. Junto com o padrão sérvio do então servo-croata oficial, a Voivodina socialista usava oficialmente outras línguas, incluindo o húngaro, o russino da Panônia, o eslovaco e o romeno. Depois que a oposição não conseguiu garantir nenhum assento nas eleições de 1945 (seguidas pela introdução formal de um sistema de partido único), a província foi governada pela Liga dos Comunistas da Voivodina, parte do partido governante sérvio e iugoslavo.

## História

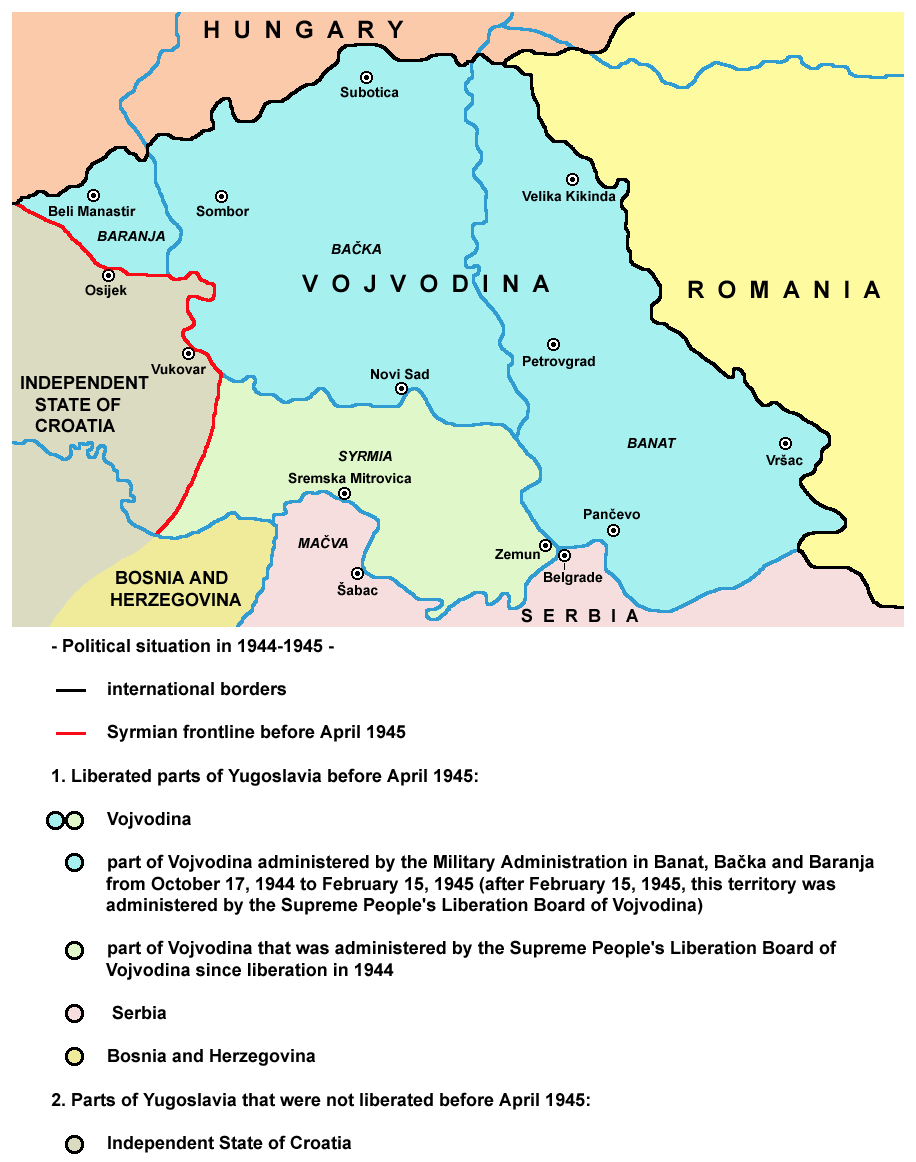
Situação política em 1944–1945

Durante a Segunda Guerra Mundial na Iugoslávia (1941–1945), o território foi ocupado pelas Potências do Eixo. No outono de 1944, guerrilheiros iugoslavos e o Exército Vermelho expulsaram as tropas do Eixo da maior parte da região, que então foi colocada sob administração militar. Naquela época, o status político do território ainda não estava determinado. As fronteiras projetadas da futura Voivodina incluíam as regiões de Banato, Bačka, Barânia e a maior parte da região dae Sírmia, incluindo Zemun. A fronteira temporária de jure entre a Voivodina e a Croácia na Sírmia era a linha Vukovar-Vinkovci-Županja. De facto, as partes ocidentais da Síria permaneceram sob controle militar do Eixo até abril de 1945. De 17 de outubro de 1944 a 27 de janeiro de 1945, a maior parte da região (Banato, Bačka, Barânia) esteve sob administração militar direta e, na primavera de 1945, foi criada uma administração regional provisória. 

### 1945–1968

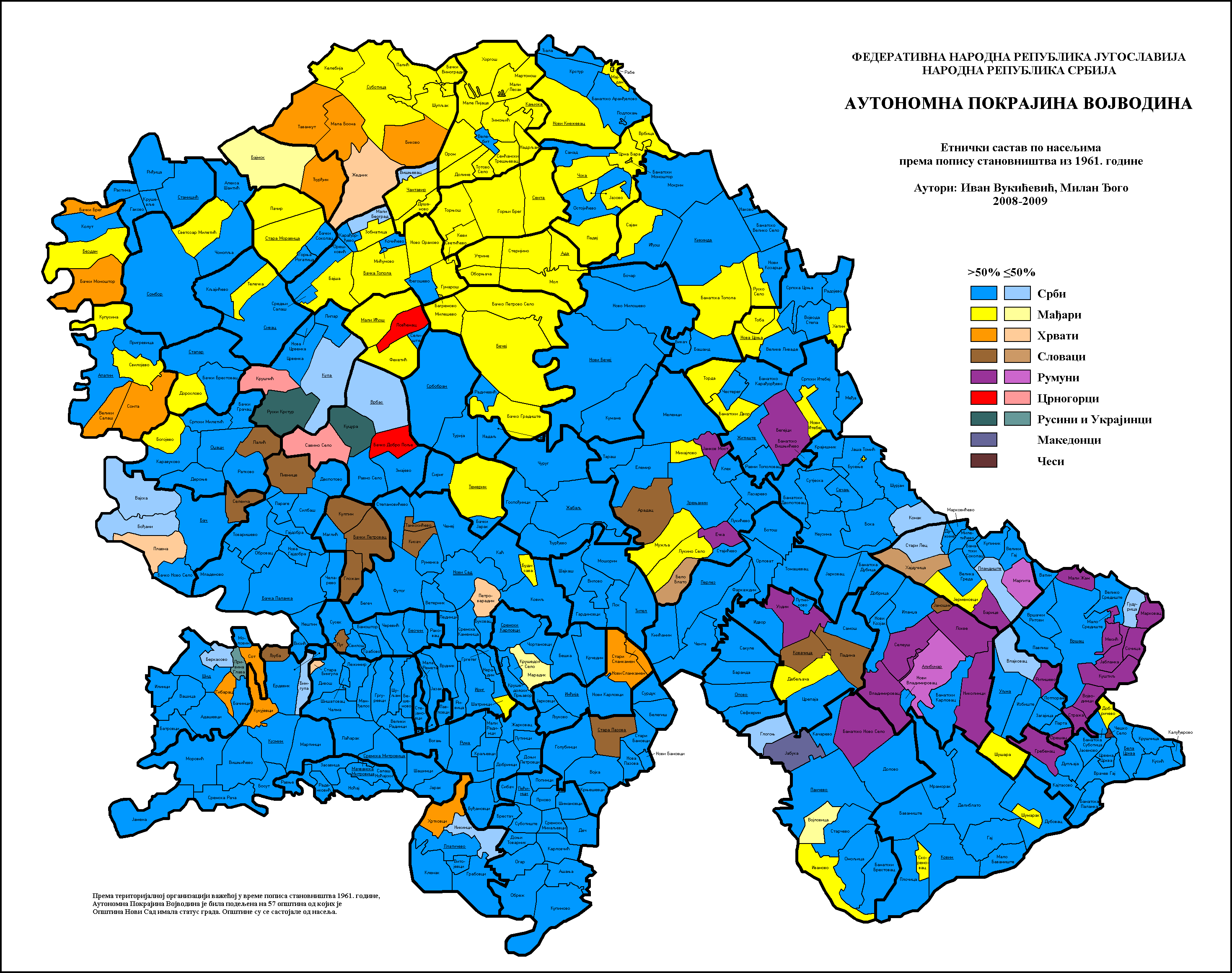
Mapa étnico (1961)

A Província Autônoma da Voivodina (em servo-croata: Socijalistička Autonomna Pokrajina Vojvodina / Социјалистичка Аутономна Покрајина Војводина; em húngaro: Vajdaság Autonóm Tartomány) foi formada em 1945, como uma província autônoma dentro da República Popular da Sérvia, uma unidade federal da República Popular Federal da Iugoslávia. 
O processo foi iniciado em 30–31 de julho de 1945, quando a assembleia provincial provisória da Voivodina decidiu que a província deveria se juntar à Sérvia. Esta decisão foi confirmada na terceira assembleia do AVNOJ em 10 de agosto de 1945, e a lei que regulamentou o status autônomo da Voivodina dentro da Sérvia foi adotada em 1 de setembro de 1945. As fronteiras finais da Voivodina com a Croácia e a Sérvia Central foram definidas em 1945: Baranja e a Síria Ocidental foram atribuídas à Croácia,  enquanto pequenas partes de Banat e Síria perto de Belgrado foram atribuídas à Sérvia Central. Uma pequena parte do norte de Mačva, perto de Sremska Mitrovica, foi atribuída à Voivodina. A capital da província era Novi Sad, que também era a capital da antiga província da Banovina do Danúbio, que existia antes da Segunda Guerra Mundial. 
A posição da Voivodina dentro da Sérvia foi definida pela Constituição da Iugoslávia (1946) e pela Constituição da Sérvia (1947). O primeiro Estatuto da Província Autônoma da Voivodina foi adotado em 1948, e o segundo em 1953. Após a reforma constitucional de 1963, o terceiro estatuto foi adotado, no mesmo ano. 

### 1968–1990

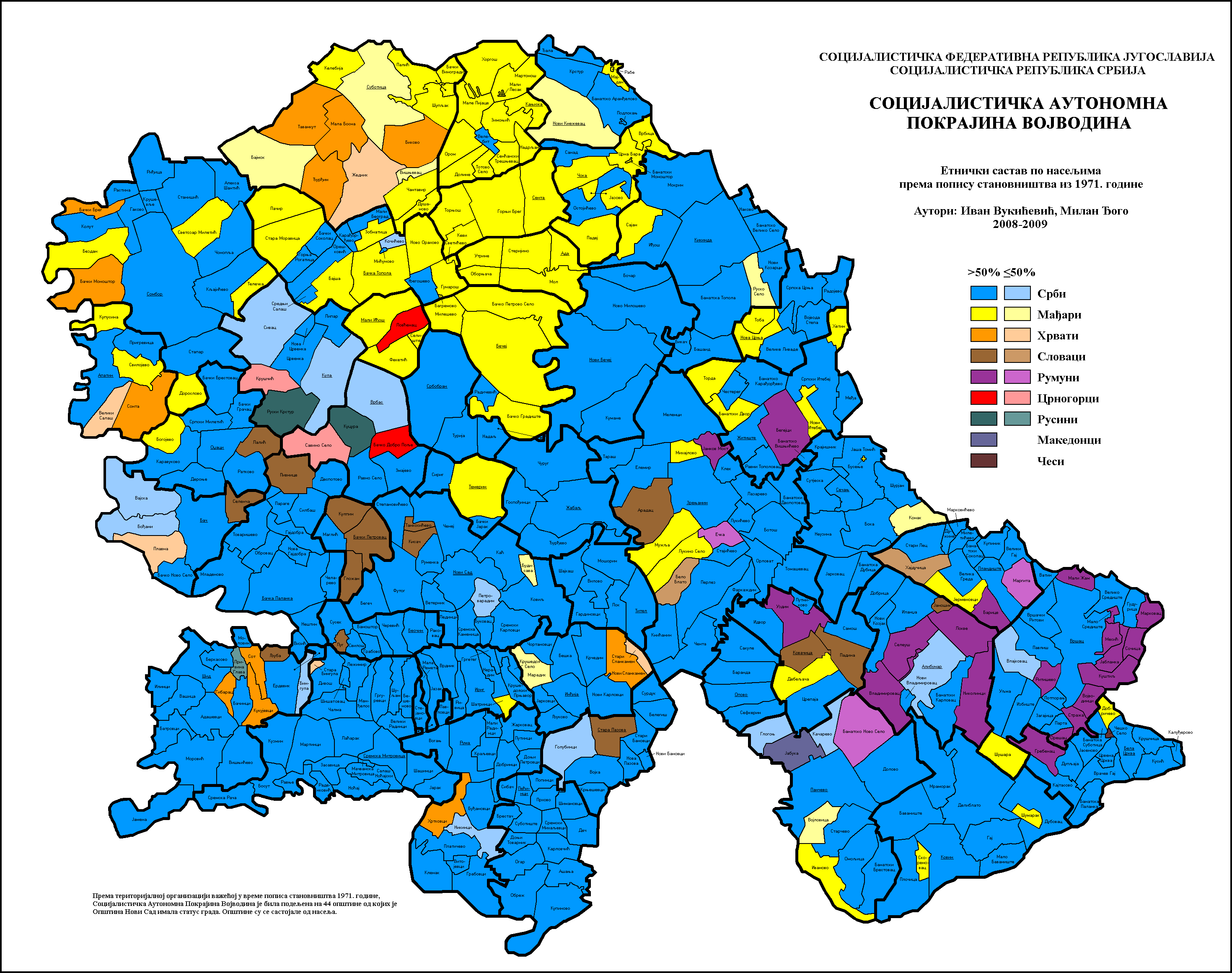
Mapa étnico (1971)

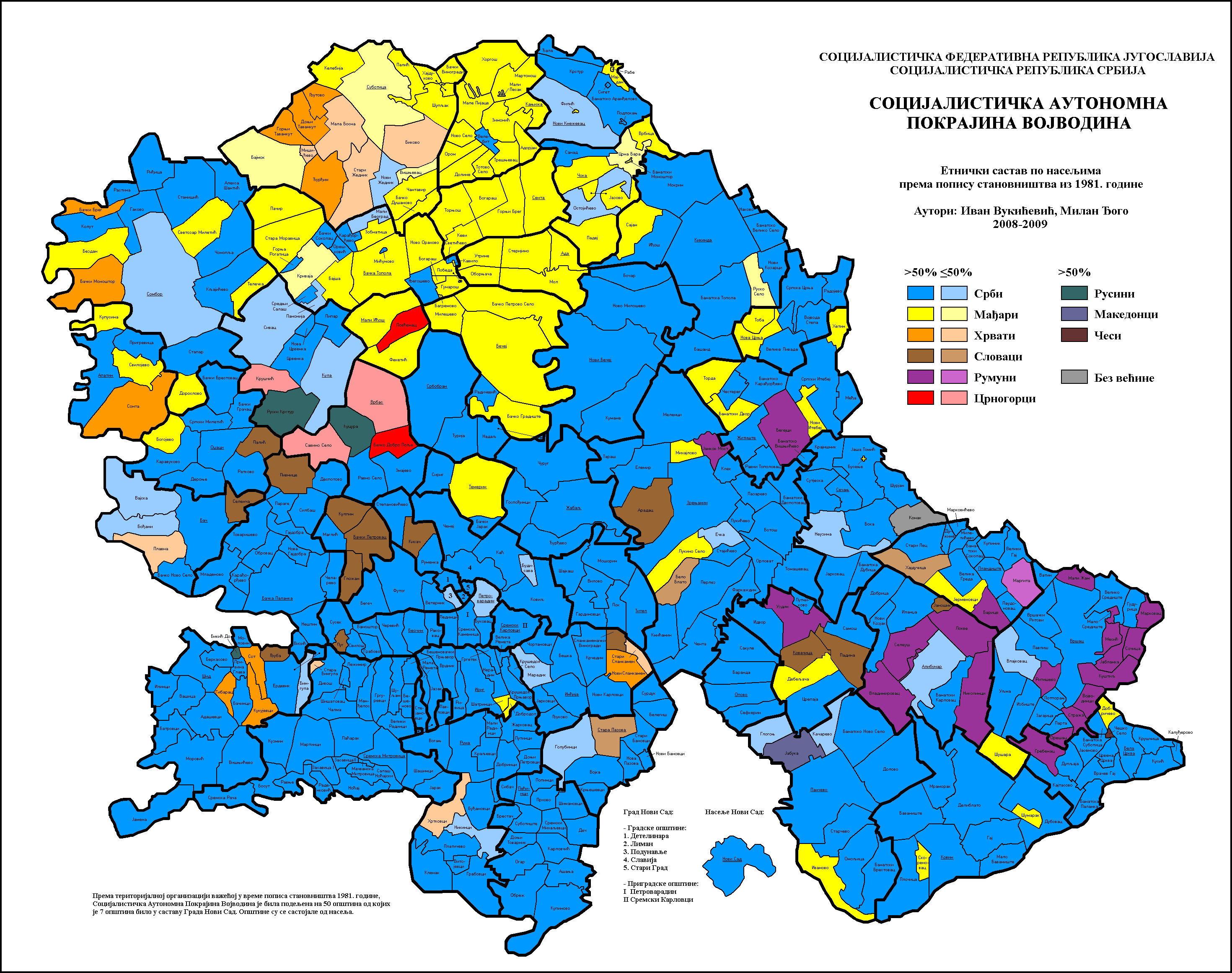
Mapa étnico (1981)

Até 1968, a Voivodina desfrutava de um nível limitado de autonomia dentro da Sérvia. Após a reforma constitucional promulgada em 1968, a província recebeu um nível maior de autonomia e seu nome mudou para Província Autônoma Socialista da Voivodina (em servo-croata: Socijalistička Autonomna Pokrajina Vojvodina / Социјалистичка Аутономна Покрајина Војводина; em húngaro: Vajdaság Szocialista Autonóm Tartomány). Pela Lei Constitucional de 21 de fevereiro de 1969, alcançou autonomia legislativa e, ao mesmo tempo, quatro línguas minoritárias também foram reconhecidas (além do servo-croata) como línguas oficiais (artigo 67) na província (magiar, eslovaco, romeno, russino da Panônia). 
Pela Constituição Iugoslava de 1974, a província ganhou um nível maior de autonomia, que definiu a Voivodina (ainda permanecendo dentro da Sérvia) como um dos súditos da federação iugoslava, e também lhe deu direitos de voto equivalentes aos da própria Sérvia na presidência coletiva do país. A Constituição da Província Autônoma Socialista da Voivodina, que foi adoptada em 1974, tornou-se o mais alto acto jurídico da província, substituindo a anterior Lei Constitucional de 1969. 
Após a reforma constitucional na Iugoslávia (1988), o processo de democratização foi iniciado. Em 1989, foram adotadas emendas à Constituição da Sérvia, limitando a autonomia da Voivodina. Sob o governo do presidente sérvio Slobodan Milošević, a nova Constituição da Sérvia foi adotada em 28 de setembro de 1990, omitindo o adjetivo Socialista dos nomes oficiais e reduzindo ainda mais os direitos das províncias autônomas. Depois disso, a Voivodina não era mais um assunto da federação iugoslava, mas novamente apenas uma província autônoma da Sérvia, com nível limitado de autonomia. O nome da província também foi revertido para Província Autônoma da Voivodina. 
Durante todo o período de 1945 a 1990, o único partido político autorizado na província foi a Liga dos Comunistas da Voivodina, que fazia parte da Liga dos Comunistas da Sérvia e parte da Liga dos Comunistas da Iugoslávia.

## Governantes

### Presidentes
Presidentes da Presidência da Província Autônoma Socialista da Voivodina:
- Radovan Vlajković (1974–1981)
- Predrag Vladisavljevic (1981–1982)
- Danilo Kekić (1982–1983)
- Đorđe Radosavljević (1983–1984)
- Nandor Major (1984–1985)
- Predrag Vladisavljevic (1985–1986)
- Đorđe Radosavljević (1986–1988)
- Nandor Major (1988–1989)
- Jugoslav Kostić (1989–1991)

## Demografia
Fonte: 

### Censo de 1981
De acordo com o censo de 1981, a população da província incluía:
- Sérvios = 1.107.375 (54,4%)
- Húngaros = 385.356 (18,9%)
- Croatas = 119.157 (5,9%)
- Eslovacos = 69.549 (3,4%)
- Romenos = 47.289 (2,3%)
- Montenegrinos = 43.304 (2,1%)
- Russinos e Ucranianos = 24.306 (1,2%)
- Outros = 238.436 (11,8%)